# 俺は天才ギタリスト
『俺は天才ギタリスト』（原題：John Dawson Winter III）は、アメリカ合衆国のブルース・ミュージシャン、ジョニー・ウィンターが1974年に発表したスタジオ・アルバム。CBS傘下のレーベル、ブルー・スカイ・レコードへ移籍してリリースされた。原題はウィンターの本名に基づいている。

## 背景
「ロックンロール・ピープル」はジョン・レノンの未発表曲で、本作のプロデューサーのシェリー・ヤクス（レノンの録音でレコーディング・エンジニアを務めたことがある）の薦めによって取り上げられた。なお、作者のレノンが1973年に残した録音は、没後の1986年に発売されたコンピレーション・アルバム『メンローヴ・アヴェニュー』で発表された。
「マインド・オーヴァー・マター」は、アラン・トゥーサンがキング・ビスケット・ボーイに提供した曲のカヴァー。「ロール・ウィズ・ミー」は、ウィンターのバンドの元メンバーであるリック・デリンジャーが提供した曲で、デリンジャーは1975年のアルバム『Spring Fever』にセルフ・カヴァーを収録している。

## 反響
母国アメリカでは前2作ほどの成功を収められず、Billboard 200では78位に終わった。一方、1975年2月に日本盤が発売されると、『ライヴ』（1971年）以来4年振りにオリコンLPチャートでトップ100入りを果たした。

## 収録曲
特記なき楽曲はジョニー・ウィンター作。
1. ロックンロール・ピープル - "Rock & Roll People" (John Lennon) - 2:45
2. ロックンロール黄金時代 - "Golden Olden Days of Rock & Roll" (Vic Thomas) - 3:02
3. 自滅的ブルース - "Self-Destructive Blues" - 3:28
4. レイズド・オン・ロック - "Raised on Rock" (Mark James) - 4:41
5. ハロー・ストレンジャー - "Stranger" - 3:55
6. マインド・オーヴァー・マター - "Mind over Matter" (Allen Toussaint) - 4:14
7. ロール・ウィズ・ミー - "Roll with Me" (Rick Derringer) - 3:05
8. いかすぜジョニー（ジョニー・ウィンター讃歌） - "Love Song to Me" - 2:06
9. 俺の彼女は悪魔の申し子 - "Pick Up on My Mojo" - 3:23
10. 君の悲しみを僕の胸に - "Lay Down Your Sorrows" (Barry Mann, Cynthia Weil) - 4:10
11. スウィート・パパ・ジョン - "Sweet Papa John" - 3:09

## 参加ミュージシャン
- ジョニー・ウィンター - ボーカル、ギター、スライドギター
- ランディ・ジョー・ホブス - ベース、パーカッション、アディショナル・ギター
- リチャード・ヒューズ - ドラムス、パーカッション
- エドガー・ウィンター - ホーン・アレンジ(#2, #10)、ハープシコード(#4)、ピアノ(#5, #10)、シンセサイザー(#5, #10)、ハモンドオルガン(#10)
- ケニー・アッシャー - ピアノ(#2)
- ランディ・ブレッカー - トランペット(#2, #10)
- ボブ・ミリカン - トランペット(#2)
- ルー・ソロフ - トランペット(#10)
- マイケル・ブレッカー - テナー・サックス(#2, #10)
- ルー・デル・ガット - バリトン・サックス(#2, #10)
- デイヴ・テイラー - トロンボーン(#2, #10)
- ポール・プレストピーノ - スティール・ギター(#4)、パーカッション(#7)、バンジョー(#8)、ドブロ・ギター(#8)
- リック・デリンジャー - パーカッション(#7)、バッキング・ボーカル(#7)、スティール・ギター(#8)
- ターシャ・トーマス - バッキング・ボーカル(#2, #10)
- カール・ホール - バッキング・ボーカル(#2, #10)
- モニカ・バラス - バッキング・ボーカル(#2, #10)
- デニス・フェランテ - バッキング・ボーカル(#5, #8)
- Jackdaw - バッキング・ボーカル(#5, #8)